# KIVOX
KIVOX é uma linha de produtos de autenticadores por voz da Agnitio, com aplicações corporativas, para call center e celulares Android ou iOS.

## Versões

### KIVOX 360
O KIVOX 360 foi pensado para aplicações corporativas. Em dezembro de 2008, o Bankinter selecionou o software para ser utilizado em seus sistemas de segurança internos.

### KIVOX Passive Detection
O KIVOX Passive Detection foi pensado em aplicações para call center. Em 2014, o KIVOX Passive Detection foi integrado ao Pindrop Fraud Detection System 2.0 da Pindrop Security.

### KIVOX Mobile
O KIVOX Mobile foi lançado em 3 abril de 2012 durante a Voice Biometric Conference, em Nova Iorque. Ele foi inicalmente lançado para clientes do governo, com o lançamento para o público em geral acontecendo alguns meses depois. Em 2013, o software foi indicado ao Silicon Valley Business App Awards. Em abril de 2014, a Agnitio lançou demos do programa em seu website. Em janeiro de 2015, foi lançada versão 5.0, capaz de identificar o usuário atravez de frases fixas, livres ou fala natural, e conversa com a internet das coisas para personalização.

## Funcionamento
O KIVOX é um autenticador via biometria anti-spoofing que permite verificar a identidade por impressão de voz em um determinado dispositivo. O KIVOX Mobile é um kit de desenvolvimento de software feito para  Android e iOS. A autenticação é feita sem a necessidade de estar conectado em uma rede, e ela se torna melhor com o passar do tempo. O KIVOX 360 é otimizado para funcionar com uma senha. O KIVOX Passive Detection permite criar uma lista negra de até mil pessoas.